# Глушковское сельское поселение (Мордовия)
Глушковское се́льское поселе́ние — упразднённое муниципальное образование в Кадошкинском районе Мордовии Российской Федерации.
Административным центром поселения было село Глушково.

## История
Статус и границы сельского поселения установлены Законом Республики Мордовия от 28 декабря 2004 года № 120-З «Об установлении границ муниципальных образований Кадошкинского муниципального района, Кадошкинского муниципального района и наделении их статусом сельского поселения, городского поселения и муниципального района».
В 2011 году была упразднена деревня Экономические Полянки, входившая в состав сельского поселения.
В 2019 году поселение было упразднено, а единственный населённый пункт, входивший в его состав — деревня Глушково, был передан в состав Паёвского сельского поселения.

## Население
| 2002 | 2010 | 2012 | 2013 | 2014 | 2015 | 2016 |
| ---- | ---- | ---- | ---- | ---- | ---- | ---- |
| 357  | ↘234 | ↘222 | ↗228 | ↘222 | ↘216 | ↗225 |
| 2017 | 2018 | 2019 |      |      |      |      |
| ↗226 | ↘222 | ↘214 |      |      |      |      |

## Состав сельского поселения
| № | Населённый пункт | Тип населённого пункта       | Население |
| - | ---------------- | ---------------------------- | --------- |
| 1 | Глушково         | село, административный центр | ↘225      |